# Liste der Baudenkmäler in Widdig
Die Liste der Baudenkmäler in Widdig enthält die denkmalgeschützten Bauwerke auf dem Gebiet von Bornheim (Rheinland)-Widdig in Nordrhein-Westfalen (Stand: Februar 2014). Diese Baudenkmäler sind in der Denkmalliste der Stadt Bornheim (Rheinland) eingetragen; Grundlage für die Aufnahme ist das Denkmalschutzgesetz Nordrhein-Westfalen (DSchG NRW).

| Bild           | Bezeichnung                         | Lage                                          | Beschreibung               | Bauzeit   | Eingetragen seit | Denkmal- nummer |
| -------------- | ----------------------------------- | --------------------------------------------- | -------------------------- | --------- | ---------------- | --------------- |
| weitere Bilder | Votivkreuz Sandstein                | Widdig Kölner Landstraße 39 Karte             |                            |           |                  | 14              |
| weitere Bilder | Pfarrkirche St. Georg und Pfarrhaus | Widdig Römerstraße 63 Karte                   | Architekt: Heinrich Renard | 1927–1928 |                  | 35              |
| weitere Bilder | Hofgebäude aus Backstein            | Widdig Römerstraße 34 Karte                   |                            | 1819      |                  | 82              |
| weitere Bilder | Wegekreuz                           | Widdig Kölner Landstraße/Germanenstraße Karte |                            | 1857      |                  | 102             |
| weitere Bilder | Wegekreuz                           | Widdig Lichtweg / Ecke St.-Georg-Straße Karte |                            |           |                  | 152             |
| weitere Bilder | Wegekreuz                           | Widdig Römerstraße 83 Karte                   |                            | 1860      |                  | 170             |
| weitere Bilder | Pumpe                               | Widdig Römerstraße vor 86 Karte               |                            |           |                  | 205             |
| weitere Bilder | Hofanlage                           | Widdig Römerstraße 36 Karte                   |                            |           |                  | 231             |
| weitere Bilder | Dreischiffiger Backsteinsaal        | Widdig Römerstraße 58 Karte                   |                            | <1880     | 2004             | 240             |
| weitere Bilder | Gasthaus Kaebe                      | Widdig Römerstraße 101 Karte                  |                            |           |                  | 242             |

## Nachweise
1. ↑  Inschrift (Jahreszahl) am Gebäude

- Karte mit allen Koordinaten:
- OSM |
- WikiMap